# João Pedro (football, 2001)
Pour les articles homonymes, voir João Pedro.
João Pedro Junqueira de Jesus, couramment appelé João Pedro, né le 26 septembre 2001 à Ribeirão Preto au Brésil, est un footballeur international brésilien qui évolue au poste d'avant-centre au Chelsea FC.

## Biographie

### Fluminense
Né à Ribeirão Preto au Brésil, João Pedro est formé par le Fluminense FC qu'il rejoint en 2011. Il fait toute sa formation dans ce club. Le 19 octobre 2018, alors qu'il n'a pas encore joué avec les professionnels, le Watford FC obtient un accord avec Fluminense pour le recrutement du jeune joueur, qui prendra effet en janvier 2020. 
João Pedro fait ses débuts en professionnel le 18 mai 2019, lors d'un match de championnat entre son équipe et le Cruzeiro EC. Entré en jeu à vingt minutes du terme de la rencontre, il marque deux buts pour sa première apparition, contribuant à la victoire de son équipe qui s'impose sur le score de quatre buts à un. Le 24 mai de la même année, pour son premier match en Copa Sudamericana, João Pedro est titularisé à la pointe de l'attaque de Fluminense face à l'Atlético Nacional. Ce jour-là, le jeune brésilien de dix-sept ans se fait remarquer en inscrivant un triplé et en délivrant une passe décisive. Il est donc impliqué sur la totalité des buts de son équipe, qui s'impose sur le score de quatre buts à un.

### Watford
Le 29 octobre 2019, Watford annonce que le joueur brésilien est désormais titulaire d'un permis de travail britannique, ce qui confirme son arrivée pour janvier 2020. Il quitte donc le Brésil à l'ouverture du marché des transferts hivernal après avoir inscrit dix buts en trente-sept matchs sous le maillot de son club formateur.
Le 4 janvier 2020, João Pedro joue son premier match avec Watford en entrant en cours de jeu contre les Tranmere Rovers en Coupe d'Angleterre (3-3).
Le 8 mai 2020 il est inclus dans le top 50 — à la 26e position — des meilleurs jeunes au niveau mondial par le site spécialisé de Football Talent Scout.
Le 26 septembre 2020, jour de ses 19 ans, João Pedro inscrit son premier but pour Watford, lors d'une rencontre de championnat face à Luton Town. Cette réalisation permet à son équipe de s'imposer (1-0 score final),. Lors de cette saison 2020-2021 il participe à la montée du club en première division, seulement un an après l'avoir quittée.

### Brighton & Hove Albion
Lors de l'été 2023, João Pedro rejoint Brighton & Hove Albion.[pas clair] Le transfert est annoncé dès le 5 mai 2023 et il signe un contrat courant jusqu'en juin 2028.

### Chelsea FC
Le 2 juillet 2025, João Pedro s'engage avec Chelsea pour une durée de huit ans, soit jusqu'en juin 2033. Le montant du transfert est estimé à 70 millions d’euros, bonus inclus,.
Quelques jours après son arrivée chez les Blues, il remporte la Coupe du monde des clubs 2025. Il se distingue lors de la phase finale en inscrivant trois buts, dont un doublé en demi-finale face à son club formateur, le Fluminense, ainsi qu’un but en finale contre le Paris Saint-Germain,.

## Statistiques détaillées
| Saison                | Club                   | Championnat           | Championnat | Championnat | Championnat | Coupe nationale | Coupe nationale | Coupe nationale | Coupe de la Ligue | Coupe de la Ligue | Coupe de la Ligue | Compétition(s) continentale(s) | Compétition(s) continentale(s) | Compétition(s) continentale(s) | Compétition(s) continentale(s) | Coupe du monde des clubs | Coupe du monde des clubs | Coupe du monde des clubs | Brésil | Brésil | Brésil | Total | Total | Total |
| Saison                | Club                   | Division              | M.          | B.          | P.d.        | M.              | B.              | P.d.            | M.                | B.                | P.d.              | Comp.                          | M.                             | B.                             | P.d.                           | M.                       | B.                       | P.d.                     | M.     | B.     | P.d.   | M.    | B.    | P.d.  |
| 2019                  | Fluminense FC          | Brasilieirão          | 28          | 5           | 1           | 2               | 2               | -               | -                 | -                 | -                 | CS                             | 4                              | 3                              | 1                              | -                        | -                        | -                        | -      | -      | -      | 34    | 10    | 2     |
| 2019-2020             | Watford FC             | Premier League        | 3           | -           | -           | 2               | -               | -               | -                 | -                 | -                 | -                              | -                              | -                              | -                              | -                        | -                        | -                        | -      | -      | -      | 5     | 0     | 0     |
| 2020-2021             | Watford FC             | Championship          | 38          | 9           | 2           | 1               | -               | -               | 1                 | -                 | 1                 | -                              | -                              | -                              | -                              | -                        | -                        | -                        | -      | -      | -      | 40    | 9     | 3     |
| 2021-2022             | Watford FC             | Premier League        | 28          | 3           | 1           | 1               | 1               | -               | -                 | -                 | -                 | -                              | -                              | -                              | -                              | -                        | -                        | -                        | -      | -      | -      | 29    | 4     | 1     |
| 2022-2023             | Watford FC             | Championship          | 35          | 11          | 4           | -               | -               | -               | -                 | -                 | -                 | -                              | -                              | -                              | -                              | -                        | -                        | -                        | -      | -      | -      | 35    | 11    | 4     |
| Sous-total            | Sous-total             | Sous-total            | 104         | 23          | 7           | 4               | 1               | -               | 1                 | -                 | 1                 | -                              | -                              | -                              | -                              | -                        | -                        | -                        | -      | -      | -      | 109   | 24    | 8     |
| 2023-2024             | Brighton & Hove Albion | Premier League        | 31          | 9           | 3           | 2               | 5               | -               | 1                 | -                 | -                 | C3                             | 6                              | 6                              | -                              | -                        | -                        | -                        | 1      | -      | -      | 41    | 20    | 3     |
| 2024-2025             | Brighton & Hove Albion | Premier League        | 27          | 10          | 6           | 2               | -               | 1               | -                 | -                 | -                 | -                              | -                              | -                              | -                              | -                        | -                        | -                        | 2      | -      | -      | 31    | 10    | 7     |
| Sous-total            | Sous-total             | Sous-total            | 58          | 19          | 9           | 4               | 5               | 1               | 1                 | -                 | -                 | -                              | 6                              | 6                              | -                              | -                        | -                        | -                        | 3      | -      | -      | 72    | 30    | 10    |
| 2024-2025             | Chelsea FC             | Premier League        | -           | -           | -           | -               | -               | -               | -                 | -                 | -                 | -                              | -                              | -                              | -                              | 3                        | 3                        | 0                        | -      | -      | -      | 3     | 3     | 0     |
| 2025-2026             | Chelsea FC             | Premier League        | 1           | 0           | 0           | -               | -               | -               | -                 | -                 | -                 | C1                             | -                              | -                              | -                              | -                        | -                        | -                        | -      | -      | -      | 1     | 0     | 0     |
| Sous-total            | Sous-total             | Sous-total            | 1           | 0           | 0           | -               | -               | -               | -                 | -                 | -                 | -                              | -                              | -                              | -                              | 3                        | 3                        | 0                        | -      | -      | -      | 4     | 3     | 0     |
| Total sur la carrière | Total sur la carrière  | Total sur la carrière | 190         | 47          | 16          | 10              | 8               | 1               | 2                 | 0                 | 1                 | -                              | 10                             | 9                              | 1                              | 3                        | 3                        | 0                        | 3      | 0      | 0      | 218   | 67    | 19    |

## Palmarès

### En club
Formé au Fluminense FC, João Pedro remporte le premier titre de sa carrière quelques jours après son arrivée à Chelsea, en remportant la Coupe du monde des clubs 2025, organisée aux États-Unis. 
| Chelsea FC (1)                                        |
| ----------------------------------------------------- |
| - Coupe du monde des clubs (1) : - Vainqueur en 2025. |